# Асма бинт Шихаб
Асма бинт Шихаб ас-Сулайхийя (араб. أسماء بنت شهاب الصليحي‎; умерла в 1087 году) — королева Йемена, правившая вместе со своим супругом и двоюродным братом Али ас-Сулайхи, а позже — со своим сыном Ахмадом аль-Мукаррамом и невесткой Арвой аль-Сулайхи.
Наряду со своей невесткой Арвой, Асма бинт Шихаб занимает особое положение в истории: Асма и Арва были единственными женщинами в арабском мире, чьим именем провозглашалась хутба в мечетях.

## Биография
Асма бинт Шихаб вышла замуж за своего кузена Али ас-Сулайхи, султана и основателя династии Сулайхидов. Она поддержала мужа на пути к власти и разделила с ним скромную жизнь, наложенную на Али его шиитской верой.

### Соправительница
Когда Али стал королём в 1047 году, он назвал Асму королевой, маликой, но не просто своей супругой, а официально признанным соправителем и политическим партнёром, и королевством Йемен они правили вместе. В знак признания этого её имя провозглашалось после имён правителя Фатимидов и супруга Асмы в хутбе, традиционной привилегии монарха в мусульманском государстве: «Пусть Аллах продлит дни совершенной аль-хурры, правительницы, заботливо управляющей делами верующих». Хотя известны и другие правительницы-мусульманки, Асма и её невестка Арва — единственные женщины в арабской истории, чьё имя было провозглашено в хутбе. Другая заметная особенность заключалась в том, что королева Асма «посещала советы с непокрытым лицом».
Мухаммад аль-Таур так описывал её: «Она была одной из самых известных женщин своего времени и одной из самых могущественных. Она была щедрой. Она была поэтессой и сочиняла стихи. Среди похвал, данных её мужу ас-Сулайхи поэтами, было то обстоятельство, что он взял её в жёны… Когда он убедился в совершенстве её характера, её муж доверил ей управление государственными делами. Он редко принимал решения, которые противоречили её советам». В заключение Мухаммад аль-Таур отметил, что муж Асмы «относился к ней с большим уважением и никогда не отдавал предпочтение никакому другому мнению».
Полный титул Асмы, «аль-сайида аль-хуррат», переводится как «благородная дама, которая свободна и независима»; «женщина-повелительница, не преклоняющаяся ни перед какой высшей властью».

### Плен
В 1067 году, во время паломничества в Мекку, клан Бану Наджа во главе с принцем Забида Саидом ибн Наджахом напал на путешествующий отряд Али и Асмы, убил Али и взял Асму в плен. Её изолировали в секретной тюрьме в Забиде. Саид приказал насадить отрубленную голову её супруга на кол так, чтобы голова была видна из её камеры. После года заключения Асме удалось передать сообщение своему сыну и невестке в Сане. Сын Асмы аль-Мукаррам освободил мать, взяв Забид штурмом.

### Возвращение к власти
Когда Асма встретила аль-Мукаррама, она приветствовала его как нового короля. После частичного паралича сына Асма до самой своей смерти вернула себе контроль над королевством вместе со своей невесткой Арвой, так как аль-Мукаррам не мог править по состоянию здоровья.

## Оценки
По словам Мухаммада аль-Таура, королеву Асму когда-то называли маленькой царицей Савской: «Некоторые поэты, увлечённые своим восхищением Асмой, зашли так далеко, что заявили, что если бы трон царицы Савской был великолепный, то трон Асмы был ещё великолепнее». Это необычно, поскольку царица Савская принадлежала к джахилии, эпохе до ислама, которая традиционно оценивалась отрицательно. Другое имя, используемое как для Асмы, так и для её невестки и соправительницы, было «малика хазима»: малика означает «правительница», а хазим — эпитет, которым награждали людей, проявивших высочайшую мудрость и рассудительность в политических делах.